# 相馬孟胤
相馬 孟胤（そうま たけたね、1889年（明治22年）8月14日 - 1936年（昭和11年）2月23日）は、日本の植物学者、造園家、園芸家、子爵。相馬家31代当主。

## 経歴
相馬中村藩の旧藩主（大名）家で子爵の相馬順胤と正室硯子の長男として東京で生まれた。妻は邦子（土屋挙直の娘）。子に相馬恵胤（日本馬主協会連合会長）。弟に相馬正胤、相馬広胤、妹に元子、沢子がいる。
東京帝国大学理学部植物学科、同大学大学院を卒業し蘭の研究者となる。宮内省に御用掛として新宿御苑に勤務した。1919年（大正8年）父が没し家督を継ぎ襲爵する。1922年（大正11年）、式部官になり朝香宮御用掛を兼ね、のちに式部職庶務課長として楽部長、朝香宮御用掛を兼務した。欧米やインドを漫遊した。能楽の大衆化をはかり、1935年（昭和10年）、日比谷音楽堂で雅楽を公開した。1936年（昭和11年）に没し、子の恵胤（やすたね）が継承した。
1923年、朝香宮御用掛としてフランスに渡ってゴルフと出会い、帰国の後に東京ゴルフ倶楽部（駒沢コース）に入会し、ゴルフに熱中するあまりに当時として田舎であった駒沢のコース近くに引っ越した。1929年に東京ゴルフ倶楽部のグリーン委員長となり、11月末枯れた芝の中から常緑芝（駒沢ベント）を発見し。培養して、1930年に東京帝国大学植物学教室で鑑定を受けた。

## 著書
- 常緑の芝草. 草野俊助出版 昭和12年（1937年）, 復刻版:ソフトサイエンス, 1991年